# 루이즈 브로

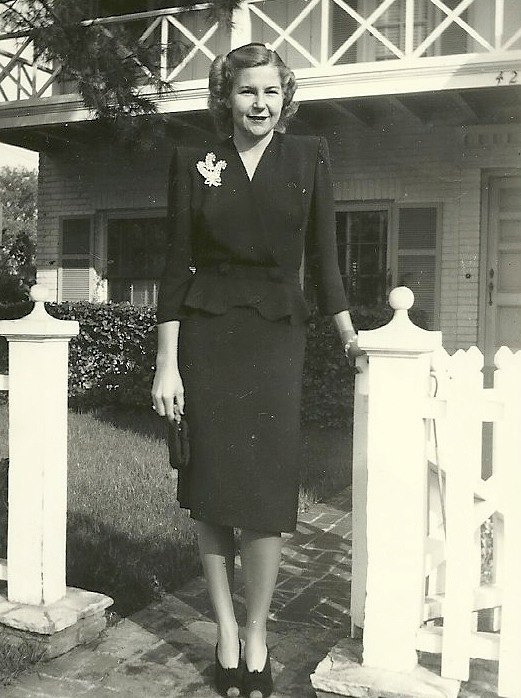
루이즈 브로

루이즈 브로(Louise Brough, 1923년 3월 11일 ~ 2014년 2월 3일)는 미국의 전 테니스 선수였다.
여자 단식 우승자는 호주 오픈 1회(1950), 프랑스 오픈 3회(1946·47·50), 윔블던 4회(1948·49·50·51), US 오픈 1회(1947)를 차지했다.